# Sergio Battelli
Sergio Battelli, né le 7 octobre 1982 à Gênes, est un homme politique italien.

## Biographie
En 2013, il est élu député de Ligurie pour le Mouvement 5 étoiles. Il est réélu en 2018.
Le 21 juin 2022, il quitte le M5S pour rejoindre le groupe Ensemble pour le futur dirigé par Luigi Di Maio. Candidat à un nouveau mandat lors des élections générales anticipées du 25 septembre 2022, il n'est pas réélu.